# Скавиця Гурна
Скавиця Гурна (пол. Skawica Górna) — гірська річка в Польщі, у Суському повіті Малопольського воєводства. Права притока Скавиці, (басейн Балтійського моря).

## Опис
Довжина річки приблизно 6,64 км, найкоротша відстань між витоком і гирлом — 5,64  км, коефіцієнт звивистості річки — 1,18 . Формується багатьма безіменними струмками.

## Розташування
Бере початок на північно-західних схилах гори Полиця (1369) на висоті 1180 м у гміні Завоя. Тече переважно на північний захід і у присілку Гавлих села Завоя впадає у річку Скавицю, ліву притоку Скави.

## Цікавий факт
- Навколо річки розташовані туристичні па пішохідні доріжки (на мапі зазначено зеленими, жовтими, синіми та червоними кольорами).[1]